# Роландас Гімбутіс
Роландас Гімбутіс (11 лютого 1981) — литовський плавець.
Учасник Олімпійських Ігор 2000, 2004, 2008 років.
Призер Чемпіонату Європи з плавання на короткій воді 2002 року.